# Prestavlky, Žiar nad Hronom
Prestavlky este o comună slovacă, aflată în districtul Žiar nad Hronom din regiunea Banská Bystrica. Localitatea se află la altitudinea de 300 m deasupra n.m., se întinde pe o suprafață de 15,01 km2 și în 2017 număra 690 de locuitori. Se învecinează cu comuna Prochot.

## Istoric
Localitatea Prestavlky este atestată documentar din 1283.

## Demografie
| An:                | 1994 | 2004   | 2014   | 2024   |
| ------------------ | ---- | ------ | ------ | ------ |
| Număr de persoane: | 699  | 670    | 668    | 670    |
| Diferență:         |      | −4,14% | −0,29% | +0,29% |

| An:                | 2023 | 2024   |
| ------------------ | ---- | ------ |
| Număr de persoane: | 685  | 670    |
| Diferență:         |      | −2,18% |